# Degré de gravité
Dans la réglementation française et européenne, le degré de gravité (parfois appelé « degré de sévérité ») d'une procédure d'expérimentation animale correspond au niveau de souffrance prévisible des animaux utilisés malgré l'emploi d'anesthésiques et d'analgésiques.

## Réglementation
La réglementation française, transposition de la directive européenne 2010/63/UE, considère comme relevant de l'expérimentation animale toute utilisation d'un animal vertébré, d'un céphalopode ou d'une forme larvaire ou fœtale antérieure au derniers tiers du développement, dès lors que l'utilisation est susceptible « de causer à cet animal une douleur, une souffrance, une angoisse ou des dommages durables équivalents ou supérieurs à ceux causés par l'introduction d'une aiguille effectuée conformément aux bonnes pratiques vétérinaires »,.

L'expérimentation animale est donc toujours source de souffrances physiques et/ou psychiques pour les animaux utilisés, à divers degrés. La réglementation définit quatre degrés de sévérité : « sans réveil » (aussi appelé « sans réanimation » dans la directive européenne), « léger », « modéré » et « sévère ». D'après l'arrêté ministériel portant sur l'autorisation de projet, qui concerne le calcul des degrés de gravité : 

« La détermination d'une classe de gravité tient compte de toute intervention ou manipulation concernant l'animal dans le cadre d'une procédure expérimentale donnée. Elle est fondée sur les effets les plus graves que risque de subir un animal donné après mise en œuvre de toutes les mesures de raffinement appropriées. »

 Le degré de gravité évalue donc les souffrances endurées par les animaux malgré l’utilisation d’anesthésiques et d’analgésiques (imposée par la règle des 3R tant que cela ne nuit pas à l'objectif des expériences). De plus, la formulation implique que les souffrances inhérentes à la captivité elle-même, hors modes de détention spécifiquement mis en œuvre dans le cadre des recherches (cages individuelles, isolement, contention), ne sont pas prises en compte dans le calcul de ces degrés de sévérité.
Les comités d'éthique en expérimentation animale sont chargés d'évaluer les demandes d'autorisation de projet, ce qui peut impliquer de reclasser le degré de gravité pour mieux correspondre aux souffrances impliquées par les procédures envisagées.

## Exemples
L'arrêté ministériel portant sur l'autorisation de projet contient un certain nombre d'exemples pour les degrés de gravité « léger », « modéré » et « sévère ». Des exemples spécifiques de procédures et de projets approuvés dans les États membres de l'Union européenne et impliquant les différents degrés de gravités pour des individus de diverses espèces peuvent être trouvés sur la base de données européenne ALURES (qui ne permet pas encore de filtrer les résultats par degré de gravité).
Le site web documentaire spécialisé de l'association One Voice fournit des résumés de projets approuvés en France et disponibles sur ALURES, classés par espèce, degré de sévérité et type de recherches.

### Procédures sans réveil
L'arrêté ministériel portant sur l'autorisation de projet indique seulement, concernant le degré « sans réveil », qu'il s'agit des procédures expérimentales « menées intégralement sous anesthésie générale, au terme desquelles l'animal ne reprend pas conscience » parce qu'il est tué avant la fin de l'effet de l'anesthésie.
Le site web documentaire de One Voice fournit notamment les synthèses suivantes de projets classifiés « sans réveil » présents dans la base de données ALURES :
- « En 2022, un projet prévoit de capturer 500 souris, 500 rats et 4 000 autres rongeurs pour prélever leur sang en intracardiaque sous anesthésie sans réveil et prélever leurs tissus de manière à étudier leur portage du coronavirus ainsi que leur exposition et leur résistance aux rodenticides[5],[6]. »
- « En 2022, un projet prévoit d’utiliser 13 cochons sous anesthésie générale pour tester des produits servant à stopper des saignements. Un premier cochon subira quatre types de saignements (sous-cutané, musculaire, actif ou induit par produit) et les produits seront testés sur lui avec des mesures spécifiques. Les douze autres cochons subiront un type de saignement et un produit testé. Tous les cochons seront tués avant réveil pour réaliser des coupes de tissus pour analyse[5],[7]. »

### Procédures légères
L'arrêté ministériel portant sur l'autorisation de projet indique que les procédures légères sont celles « en raison desquelles les animaux sont susceptibles d'éprouver une douleur, une souffrance ou une angoisse légère de courte durée ainsi que celles sans incidence significative sur le bien-être ou l'état général des animaux ». En guise d'exemple, il mentionne notamment les biopsies d'oreille ou de queue, l'imagerie non invasive, le confinement de courte durée en cage individuelle, et l'injection de diverses substances ou l'induction de tumeurs dont l'effet clinique est léger.
Le site web documentaire de One Voice fournit notamment les synthèses suivantes de projets impliquant des procédures « légères » présents dans la base de données ALURES :
- « En 2022, un projet prévoit d’utiliser 200 diamants mandarins et de les soumettre à un protocole de stress thermique pour évaluer les conséquences possibles du réchauffement climatique sur le vieillissement, la survie et la reproduction. Les oiseaux subiront des prélèvements de sang, l’insertion d’une puce sous-cutanée, un prélèvement de plumes, et des mesures calorimétriques et de bio-impédance, impliquant à chaque fois des contentions et donc un stress supplémentaire au fait de vivre en captivité[5],[8]. »
- « En 2022, un projet prévoit d’utiliser 50 furets, 150 chats, 1 000 chiens, 600 cochons d’Inde, 5 000 souris et 7 000 hamsters dorés pour tester des vaccins vétérinaires. À la suite de la vaccination, les animaux subiront des prélèvements sanguins, salivaires, fécaux, rectaux, vaginaux, buccaux et oculaires à répétition, pendant une durée pouvant s’étendre d’un jour à deux ans. Quelques animaux seront placés à l’adoption après le projet, mais la plupart seront réutilisés pour des tests plus sévères[5],[9]. »

### Procédures modérées
L'arrêté ministériel portant sur l'autorisation de projet indique que les procédures modérées sont celles « en raison desquelles les animaux sont susceptibles d'éprouver une douleur, une souffrance ou une angoisse modérée de courte durée ou une douleur, une souffrance ou une angoisse légère de longue durée ainsi que celles susceptibles d'avoir une incidence modérée sur le bien-être ou l'état général des animaux ». En guise d'exemple, il mentionne notamment les chirurgies sous anesthésie générale (thoracotomie, craniotomie, transplantation d'organes...), l'induction de tumeurs présentant un effet négatif modéré, la modification génétique par voie chirurgicale, l'isolement en cage individuelle pendant plusieurs jours et le déclenchement de réactions de fuite sans que l'animal puisse échapper au stimulus modérément stressant ou douloureux.
Le site web documentaire de One Voice fournit notamment les synthèses suivantes de projets impliquant des procédures « modérées » présents dans la base de données ALURES :
- « En 2022, un projet prévoit d’implanter des fibres optiques et/ou des électrodes dans le cerveau de 1010 souris tout en lésant leurs neurones dopaminergiques par irradiation, puis de leur imposer des tests comportementaux, des tests cognitifs sous restriction alimentaire et une analyse cellulaire par perfusion intracardiaque. Toutes les souris seront tuées pour analyses cellulaires à la fin de l’expérience[5],[10]. »
- « En 2022, un projet prévoit d’implanter des matrices d’électrodes dans le cerveau de 3 macaques rhésus et de les soumettre de manière répétée à des sessions de plusieurs heures dans des chaises de contention sans pouvoir bouger leur tête, notamment pour des enregistrements électrophysiologiques cinq jours par semaine pendant un à quatre ans, avant de les tuer pour prélever leur cerveau[5],[11]. »
- « En 2022, un projet prévoit d’utiliser 13 520 souris et 57 566 rats pour évaluer la reprotoxicité et la tératogénicité de produits non précisés. Les femelles enceintes seront exposées quotidiennement au produit par gavage, et leurs enfants seront régulièrement mesurés, observés, prélevés (sang et urine) et testés pour détecter les effets du produit sur la descendance. Tous les animaux seront tués à la fin du projet pour prélever et analyser leurs organes[5],[12]. »

### Procédures sévères
L'arrêté ministériel portant sur l'autorisation de projet indique que les procédures sévères sont celles « en raison desquelles les animaux sont susceptibles d'éprouver une douleur, une souffrance ou une angoisse intense ou une douleur, une souffrance ou une angoisse modérée de longue durée ainsi que celles susceptibles d'avoir une incidence grave sur le bien-être ou l'état général des animaux ». En guise d'exemple, il mentionne notamment les tests de toxicité qui vont jusqu'à la mort des animaux, l'irradiation avec une dose létale, l'induction de tumeurs impliquant des douleurs importantes et une progression vers la mort, les fractures et autres interventions visant à obtenir une défaillance multiple d'organes et les chocs électriques auxquels l'animal ne peut pas se soustraire.
Le site web documentaire de One Voice fournit notamment les synthèses suivantes de projets impliquant des procédures « sévères » présents dans la base de données ALURES :
- « En 2022, un projet prévoit de produire 600 rats stressés en leur implantant des canules dans le crâne et en leur imposant des chocs électriques non prédictibles (pendant 10 secondes toutes les 5 à 30 secondes) et auxquels ils ne pourront pas échapper pendant deux séances de 50 minutes, avant d'effectuer un test comportemental de 30 chocs électriques auxquels ils pourront se soustraire, un test de nage forcée et un test de champ ouvert. Une molécule spécifique sera testée pour voir si elle empêche le développement de la « dépression » chez ces rats, qui seront tous tués en fin d’expérience pour prélever leur cerveau[5],[13]. »
- « En 2022, un projet prévoit d’infecter 12 macaques à longue queue avec le virus Marburg (cousin d’Ebola susceptible de déréguler leur température corporelle, de leur faire perdre du poids, du tonus, de provoquer des saignements…) avant de les anesthésier à onze reprises pour des sessions de prélèvements de larmes, de salive, de muqueuse vaginale et de sang, pour au bout du compte les tuer après avoir prélevé du liquide céphalo-rachidien et de la moelle osseuse[5],[14]. »